# Howse Peak
Howse Peak är en bergstopp i Kanada.   Den ligger i provinsen Alberta, i den centrala delen av landet, 3 100 km väster om huvudstaden Ottawa. Toppen på Howse Peak är 3 295 meter över havet.
Terrängen runt Howse Peak är huvudsakligen bergig.Trakten runt Howse Peak är nära nog obefolkad, med mindre än två invånare per kvadratkilometer.. Det finns inga samhällen i närheten. 
Trakten runt Howse Peak består i huvudsak av gräsmarker.